# 女神3部作 (Norn)
女神3部作（めがみさんぶさく）は、日本の同人ソフトサークルCybele/Norn（キュベレ/ノルン）によって2008年10月から11月にかけ発売された、以下に示す3本のWindowsパソコン用成人向けアドベンチャーゲームを併せた通称である。ダウンロード販売サイトによっては「女神三姉妹」シリーズ、もしくは「『女神』シリーズ」とも表記される。
この通称で呼ばれる作品は以下の通り。
- 天然やわちち女神フローラ・甘エロ新婚子作りライフ 〜お姉さんの子宮に、好きなだけ注いでもいいのですわよ♪〜（てんねんやわちちめがみフローラ・あまエロしんこんこづくりライフ 〜おねえさんのしきゅうに、すきなだけそそいでもいいのですわよ♪〜）
- 戦女神セレストのいきなり子作り新婚生活 〜仕方あるまい、我をしっかり孕ませろ〜（いくさめがみセレストのいきなりこづくりしんこんせいかつ 〜しかたあるまい、われをしっかりはらませろ〜）
- 女神ミュリエルは巨乳な幼妻 〜お嫌でなければ貴方の赤ちゃん産ませてください〜（めがみミュリエルはきょにゅうなおさなづま 〜おいやでなければあなたのあかちゃんうませてください〜）

「女神3部作」は広く公称されるシリーズ名ではないが、これらの作品は後述のとおりヒロインとなるキャラクターが異なる点以外は同一世界観を持つので、本項では作品発売直後のNorn公式ホームページに於ける表記やダウンロード販売サイトにて使われた通称を項目名とし、以上の3作品と、後日発売された以下2つの関連作品とを併せて記述する。
- まとめてたねつけ♪女神姉妹孕ませ多妻生活! 〜全員一緒に妊娠させてっ♪〜（まとめてたねつけ♪めがみしまいはらませたさいせいかつ! 〜ぜんいんいっしょににんしんさせてっ♪〜）
- 女神姉妹と中出し新婚生活!三姉妹&ハーレム詰合せ 〜一途な愛と一夫多妻愛でまとめておめでた♪〜（めがみしまいとなかだししんこんせいかつ!さんしまい&ハーレムつめあわせ 〜いちずなあいといっぷたさいあいでまとめておめでた〜）

## 概要
Nornブランドの低価格アダルトゲームソフトとして初めて作品間に共通の世界観を持つ内容である。同ブランドの他作品同様、圧縮ファイル形式によるダウンロード販売を主体とし、概ね成人向け同人ソフトとして扱われるが、それぞれCSAによる審査を受けているためか同人ソフト枠ではなく（ソフ倫審査以外の）商業アダルトソフトと同列に扱うダウンロードショップもある。
物語はいずれも、主人公・宮島 和人がヒロインとの間で夫婦として子どもを授かるまでを描く。この際、プレイヤーが購入した主題の女神がメインヒロイン（妻）となり、彼女だけが和人と関係を結ぶ。ヒロイン以外の女神姉妹も登場するがあくまでも脇役扱いであり、地上人など他の女性も登場しないので、1つの作品内で複数の女性と同時に関係を持つことは出来ない。また、夫婦としての性生活を描くので基本的には和姦描写が中心であり、主に中出し、ひいては孕ませ表現が含まれる。さらにコスプレや着衣セックス、猫耳を着けての性行為などの他、処女喪失表現もある。
ゲームシステムはいずれも一般的なアドベンチャーゲームであり、ストーリー分岐も少なくエンディングも一つしかない、ビジュアルノベルに近い作品である。一方、CG鑑賞モードや回想モード、オートモードなど、成人向けアドベンチャーゲームに求められる機能は一通り備えている。キャラクター音声は3人の女神のみフルボイスで、各作品における「妻」以外の女神にも音声があるが、各女神を演じる声優名は非公開である。BGMは各作品とも概ね共通の曲が使われ、和人と「妻」が関係を持つ場面のみ女神に合わせた異なる曲が流れる。また、3作品とも和人と女神姉妹が出遭ってから天使が訪れるまでは同じ物語であるため、CG鑑賞モードの1枚目（3姉妹が山中に降臨する画像）が共通であり、ゲーム開始について「プロローグから」と「本編から」（和人が天使に対して女神を指名する場面から始まる）の2通りが用意されている。

## プロローグ
浪人生・宮島 和人はある夜、受験勉強の気晴らしのため天体観測に向かった山中で、隕石が落下したかの様な轟音と閃光と共に空中から現れた3人の女性を目撃する。フローラ、セレスト、ミュリエルと名乗る彼女らは自ら研修のため人間界へ降臨した女神だと言い、その素性を地上に住む人間に知られることは掟に触れる禁忌だと明かす。折りしも騒ぎを聞きつけて山へ登ってきた町の住民たちに対して和人は彼女たちを庇い、行く当ても無い女神3姉妹をアパートの自室に匿うことにした。
翌日、世間知らずの姉妹に町を案内した和人だったが、帰宅した彼らを待っていたのは、和人に素性を教えてしまった女神姉妹を糾弾に来た天使だった。彼女らを封印される窮地から救おうと機転を利かせた和人は咄嗟に、自分と女神のうち一人が愛し合っていると嘘をついてしまう。天使は、婚姻を結ぶ伴侶にならば女神の素性を明かしても罪にはならないが、その証明として夫婦の子を成さねばならないと告げるのだった。こうして和人は、自らが指名した女神と共に子作りに励むことになったのである。

## 登場キャラクター
宮島 和人（みやじま かずと）
この作品の主人公で、大学浪人である男性。ゲーム開始時にはアパートの一室で一人暮らしをしていた。ある夜、近所の山で女神3姉妹の降臨に遭遇、女神たちの素性を知り、人間世界に疎い彼女らを放っておけず、自宅に居候させることにした。その翌日、地上人である彼自身に素性を知られた事実により女神たちを糾問に訪れた天使に対し、彼女らを救いたい一心から姉妹の一人と自分が愛し合っていると言ってしまい、その証として子どもを作ることを要求された。かくして、天界の神々を納得させるべく、彼は自ら選んだ女神を妻として共に生活することとなった。体力面は強くないものの、下心無く純粋な気持ちから女神たちを救おうとする優しい心や、不良学生や戦女神たるセレスト、天使にすらも咄嗟に反論して言いくるめてしまう度胸と機転の良さを持つ。
フローラ
人間界に研修に来た「ラーテの姉妹」の長女で、慈愛の女神。長い紫色の髪と瞳、豊満な肉体を持つ。常に穏やかな笑みを浮かべ、穏やかで丁寧な話し方をするが、実は天然ボケで、姉妹と共に降臨する際に誤って和人に存在を知られた上、自ら女神の素性を明かしてしまった。天真爛漫で好奇心旺盛、人間界には疎いが、家電製品などは扱い方を教えられるとすぐに覚えてしまう。妻となった彼女は年上の様に振る舞い、性生活にも積極的な面を見せ、いわゆる姉キャラ的な位置づけのキャラクターである。
セレスト
人間界に研修に来た「ラーテの姉妹」の次女で、戦女神。ポニーテールの様に後頭部で纏めた金髪と緑色で切れ長の眼、引き締まった肢体を持つ。魔物や災厄から姉妹や人々を守る戦女神らしく気の強い性格で、当初は姉妹に親切な和人にさえ警戒心を露わにした。和人を「人間」と呼び、「我」（われ）を一人称とする古風な話し方をする。何かと姉妹のフォローに回るしっかり者の一面もあり、また探究心も旺盛な様で、天界で学習したらしい人間界の知識を姉妹で最もよく知っている。妻となった彼女は普段は和人を鍛え上げようとする恐妻ながらも性に於いては従順な一面を見せる、いわゆるツンデレキャラ的な位置づけのキャラクターである。
ミュリエル
人間界に研修に来た「ラーテの姉妹」の三女で、森の女神。短めの青い髪と瞳、少女のような小柄な身体に豊かな胸を持つ。控えめでおとなしく物静かな性格で、和人によるとリスなど小動物的な雰囲気がある。森の女神であるためか人見知りが激しく、人ごみや自動車などが苦手だが、和人と接するうちに彼には信頼を寄せるまでになっている。一方、自然の食材を新鮮な状態にする霊力を持つ。妻となった彼女は、健気で従順に和人に尽くそうとする面を見せ、妹キャラ的な位置づけのキャラクターである。

## まとめてたねつけ♪女神姉妹孕ませ多妻生活!

### 概要（ハーレム編）
上述3作品の世界観をそのまま使い、姉妹全員が妻になる物語。キャラクター設定やプロローグまでは共通だが、姉妹全員と肉体関係になるほか、その際の性描写は必ず姉妹たちとのグループセックスとなる。公式サイトやダウンロードサイトにおける下記『女神姉妹と子作り生活!三姉妹&ハーレム詰合せ』の解説では、「ハーレム編」と略される。

### プロローグ（ハーレム編）
※主な流れは上記「プロローグ」を参照。
女神たちを糾弾に訪れた天使に対して和人は咄嗟に機転を利かせたが、姉妹の誰を愛しているのかという天使の反問には答えに窮してしまう。戸惑う和人の代わりに口を開いたフローラは、3姉妹全員が和人を愛してしまい、彼が妻を決めかねているならば3人揃って妻になると言う。天界では一夫多妻も認められるために天使は納得するが、神々をも納得させるには夫婦の証として子を成さねばならないことを告げる。こうして、和人と女神3姉妹が子作りに励む、奇妙な一夫多妻生活が始まるのだった。

## 女神姉妹と中出し新婚生活!三姉妹&ハーレム詰合せ
フローラ、セレスト、ミュリエルの単体作品と、上記「ハーレム編」の同梱パッケージ。内容は変更が無いが、それぞれを単品で揃えるよりも価格が抑えられている。以前別々に発売された作品をまとめ、改めて発売するのは、Nornでは初めてのことである。最初は「女神姉妹と子作り新婚生活!三姉妹&ハーレム詰め合わせ 〜一途な愛から一夫多妻愛までまとめて愛して孕ませて♪〜」の表題で発売されたが、2009年6月17日に「おねえさんと甘エロミルク喫茶」（発売前に改題）と共に改題した。

## スタッフ
- シナリオ；leimonZ
- 原画；綾瀬はづき

## その他仕様

### 発売日
- 天然やわちち女神フローラ・甘エロ新婚子作りライフ 〜お姉さんの子宮に、好きなだけ注いでもいいのですわよ♪〜

ダウンロード版；2008年10月10日、パッケージ版；2008年10月31日
- 戦女神セレストのいきなり子作り新婚生活 〜仕方あるまい、我をしっかり孕ませろ〜

ダウンロード版；2008年10月31日、パッケージ版；2008年11月14日
- 女神ミュリエルは巨乳な幼妻 〜お嫌でなければ貴方の赤ちゃん産ませてください〜

ダウンロード版；2008年11月7日、パッケージ版；2008年11月28日
- まとめてたねつけ♪女神姉妹孕ませ多妻生活! 〜全員一緒に妊娠させてっ♪〜

ダウンロード版；2009年5月15日、パッケージ版；2009年6月12日
- 女神姉妹と中出し新婚生活!三姉妹&ハーレム詰合せ 〜一途な愛と一夫多妻愛でまとめておめでた♪〜

ダウンロード版；2009年5月15日

### 価格
※全て消費税別価格。
女神単体の3作品
ダウンロード版；1300円 パッケージ版；1800円
まとめてたねつけ♪女神姉妹孕ませ多妻生活!
ダウンロード版；1400円 パッケージ版；1900円
女神姉妹と子作り生活!三姉妹&ハーレム詰合せ
ダウンロード版；4743円 パッケージ版；6648円

### 動作環境
OS；Windows 98/2000/Me/XP/Vista日本語版、CPU；Celeron333MHz以上、メモリ；64MB以上必須・128MB以上推奨、ビデオ機能；800×600の解像度及びハイカラー以上、DirectX；7.0以上

## 関連作品
- ツンデレ魔界プリンセス・アリサと孕ませ新婚生活! 〜全部出すまで抜いちゃダメ!ぜったい受精させなさいよね!〜
- あまあね魔界プリンセス・エリスはエロイチャ孕み妻! 〜好きなだけ出して♪全部子宮で飲んであげる〜
- クーデレ魔界プリンセス・サラと吸精孕ませライフ! 〜好きなだけ子宮に注いで妊娠させなさい〜

2009年2月から3月にかけて発売された作品群。主人公である早坂颯太が、幼馴染であり実は魔王の娘でもある桐生サラ、エリス、アリサの3姉妹のうち1人と子どもを作る物語。本項作品群と同様に世界観を共有する作品群だが、ダウンロード販売サイトを含め「3部作」などの表記は見られない。なお、同じ「魔界プリンセス」を冠する『使い魔様は魔界プリンセス 〜勘違いするな!中に出すのはただの魔力補給だ!!〜』とは世界観が異なる。
- 今夜はどの娘とらぶいちゃえっち!? 〜ツンクールからお姉ちゃんまでNorn15作品えっち選り取りベストセレクション〜

『精霊さまは孕みごろ』から『女神ミュリエルは巨乳な幼妻』までのNorn作品（一部除く）と、当時の次回作『お堅いお嬢さま教師は巨乳妻』の性描写場面のみを集めたダイジェスト的作品。女神3部作からもそれぞれ一部の場面が収録された。